# Jagd durchs Feuer
Jagd durchs Feuer (Originaltitel: The Firechasers) ist ein britischer Kriminalfilm von Regisseur Sidney Hayers für (ITC) aus dem Jahr 1971 mit Chad Everett, Anjanette Comer und Keith Barron in den Hauptrollen.

## Handlung
Mehrere Großbrände haben Londons Hafenviertel heimgesucht. Die Lokalreporterin Toby Collins wittert Brandstiftung und die große Story. Dem Versicherungsagenten Quentin Barnaby ist sie zunächst nur ein Dorn im Auge. Als die Brandserie aber anhält, verbünden sie sich und machen gemeinsam Jagd auf den Feuerteufel.

## Kritiken
„Ein Versicherungsdetektiv jagt in London einen Brandstifter. Mit Hilfe einer jungen Lokalreporterin kann er ihm eine Falle stellen. Fürs Fernsehen inszenierter, zerfahrener und wenig spannender Abenteuer- und Kriminalfilm.“

## Produktionsnotizen
Die Szenenbilder stammen von Harry Pottle. Die Spezialeffekte steuerte Cliff Culley bei. Für die Kostüme zeichnete Jean Fairlie verantwortlich und die Produktionsleitung hatte Ray Frift.